# Juusankai wa Gekkou
| Оценки критиков | Оценки критиков |
| Источник        | Оценка          |
| --------------- | --------------- |
| AllMusic        | [ 1 ]           |

十三階は月光 (рус. 13-й этаж в лунном свете) — четырнадцатый студийный альбом японской рок-группы Buck-Tick, выпущенный 5 апреля 2005 года лейблом BMG Funhouse.

## Об альбоме
Для 十三階は月光 группа намеренно выбрала готическую тему, которая присутствует на протяжении всего альбома, и это первый концептуальный альбом группы в жанре готик-рок. Поскольку вокалисту Ацуси Сакураи нравится эта тема, ему было легко с ней работать, и он написал тексты для всех песен, кроме одной. Гитарист Хисаси Имаи действительно думал об этой идее во время тура во время тура в поддержку альбома Mona Lisa Overdrive, но в дальнейшем решил сделать это после просмотра выступлений Сакураи в прошлом году в рамках его сольного творчества. Название альбома придумал Имаи: по словам Сакураи «он непременно хотел, что бы в названии чувствовалась тревога».
В песнях «Cabaret» и «Doll» есть строчки, спетые с использованием женской лексики и грамматики, в то время как «道化師A» написана с точки зрения пьеро: 

Раньше, наверное, я чувствовал внутреннее сопротивление, делая что-то подобное. Но потом, во время моего сольного проекта, я делал кавер на песню «Amaon wa Chopin no Shirabe». Изначально её исполняла женщина. Я знал, что: «Чтобы войти в образ, мне придётся изменить своё отношение». И так как у меня уже был такой опыт, то в этот раз мне было достаточно просто.— Ацуси Сакураи

## Выпуск и продвижение
К лимитированному изданию прилагался DVD с музыкальным клипом на единственный сингл альбома «Romance». Он достиг четвёртого места в чарте Oricon с 28 104 проданными копиями.
В туре в поддержку альбома была собрана декорация, имитирующая здание в западном стиле, напоминающее европейскую готику конца XIX века. Также на концертах принимали участие балерины и клоуны с театральными постановками.

## Список композиций
Все тексты написаны Ацуси Сакураи, за исключением отмеченных, вся музыка написана Хисаси Имаи, за исключением отмеченных.
| №                   | Название               | Текст песни                 | Музыка              | Длительность |
| ------------------- | ---------------------- | --------------------------- | ------------------- | ------------ |
| 1.                  | «Enter Clown»          | Инструментальная композиция |                     | 3:16         |
| 2.                  | «降臨»                 |                             |                     | 5:27         |
| 3.                  | «道化師A»              |                             |                     | 3:54         |
| 4.                  | «Cabaret»              |                             | Хидехико Хосино     | 4:22         |
| 5.                  | «異人の夜»             |                             | Хидехико Хосино     | 4:12         |
| 6.                  | «Clown Loves Señorita» | Инструментальная композиция |                     | 1:57         |
| 7.                  | «Goblin»               |                             |                     | 4:07         |
| 8.                  | «Alive»                |                             |                     | 4:08         |
| 9.                  | «月蝕»                 |                             |                     | 4:42         |
| 10.                 | «Lullaby II»           | Инструментальная композиция |                     | 1:49         |
| 11.                 | «Doll»                 |                             |                     | 3:16         |
| 12.                 | «Passion»              |                             | Хидехико Хосино     | 5:27         |
| 13.                 | «13秒»                 | Инструментальная композиция |                     | 0:13         |
| 14.                 | «Romance -Incubo-»     |                             |                     | 4:35         |
| 15.                 | «Seraphim»             | Хисаси Имаи                 |                     | 3:14         |
| 16.                 | «夢魔-The Nightmare»   |                             |                     | 5:53         |
| 17.                 | «Diablo -Lucifer-»     |                             |                     | 3:52         |
| 18.                 | «Who's Clown?»         | Инструментальная композиция |                     | 2:59         |
| Общая длительность: | Общая длительность:    | Общая длительность:         | Общая длительность: | 68:17        |

## Участники записи
| Buck-Tick - Ацуси Сакураи — вокал - Хисаси Имаи — гитара, шумы, электроника - Хидехико Хосино — гитара - Ютака Хигучи — бас-гитара - Толл Ягами — барабаны Приглашённые музыканты - Кадзутоси Екояма — синтезатор, фортепиано, орган, челеста и шумы | Производственный персонал - Хитоми Есидзава — продюсер - Buck-Tick — продюсеры - Хирума Хитоси — сопродюсер, сведение - Карубе Сигэнобу — исполнительный продюсер - Кодзима Котаро — мастеринг - Араи Кеничи — инженер - Кони-Ян — инженер - Сугияма Юдзи — инженер - Инуи Фуюхико — помощник инженера - Асаи Киеко — помощник инженера - Сибамото Мицуру — помощник инженера - Миядзаки Йо-ичи — помощник инженера - Ватанабэ Есиюки — помощник инженера - Ватанабэ Есукэ — помощник инженера - Тиба Такахиро — менеджмент - Акита Казвнори — художественное оформление - Номура Хироси — фотограф |